# Julian Vinzenz Krüger
Julian Vinzenz Krüger  (* 29. Januar 1992 in Berlin) ist ein deutscher Schauspieler.

## Leben
Julian Vinzenz Krüger begann im Alter von drei Jahren mit der Schauspielerei. Er trat danach hauptsächlich in kleineren Fernsehrollen auf, unter anderem bei Schwester Stephanie,  Dr. Sommerfeld – Neues vom Bülowbogen und bei Löwenzahn. Eine wiederkehrende Rollen hatte er von 2006 bis 2007 in Schloss Einstein.  Seine bekannteste Rolle spielte er 2008 in dem Film Sommer. Im Jahre 2011 macht er sein Abitur auf dem Schiller-Gymnasium Potsdam. Dort engagierte sich Krüger auch von 2007 bis 2009 als Radiomoderator für den Schul-Podcast „Schiller Radio“.

## Filmografie
- 1997: Dr. Sommerfeld – Neues vom Bülowbogen
- 1998: Dunckel
- 2000: Löwenzahn
- 2005: Spur & Partner
- 2005:  Brokeback Mountain
- 2006–2007 Schloss Einstein als Rollo Reisig
- 2007: Mitten im Leben
- 2008: Sommer
- 2010: Löwenzahn
- 2010: Vater aus heiterem Himmel
- 2011: Kandidat bei Bachelorette Schweiz